# 黃若熙
黄若熙（英語：Ribbon Ooi，1995年8月29日—），马来西亚华人，出生于马来西亚槟城北海，是主要活动于马来西亚及台湾的女歌手、演员。2012年参与电影《Kara King冠军歌王》；2015年参与电影《再见，我爱你》担任女一，备受瞩目。因演唱了电影《再见，我爱你》主题曲《海》而被大马知名导演马逸腾发掘，并担任其制作人为她量身定做了第一首歌曲《我是你的眼》。2016年以歌手身份发布出道曲《你就不要说爱我》正式出道，并于同年发表了第一张专辑《#It’s My Time》。她也凭着该专辑入围了第30届娱协奖“最佳迷你专辑奖”以及“最佳新人奖”。
2017年1月21日，举办其个人首场音乐会《It’s My Time》。2018年因七语翻唱而爆红网络，有着“七语女声”之称。之后更是挑战使用八种语言翻唱歌曲。2019年，凭借着《十种自杀的方法》入围第30屆金曲獎。2020年6月28日，为了回馈粉丝，黄若熙自掏腰包举办了第一场线上迷你演唱会《没关系，我是黄若熙》。该线上迷你演唱会吸引了3979人观看，而总观看次数则累积2万6千次。根据Yippi直播平台的官方数据显示，这一场《没关系，我是黄若熙》线上演唱会的收入创下该平台新高，打赏收益高达约27万令吉。

## 影视作品

### 电影
| 年份   | 电影名称           | 角色     | 备注   |
| 2013年 | 《冠军歌王》       | 婷婷     | 女二   |
| 2015年 | 《再见，我爱你》   | 筱月     | 女主角 |
| 2017年 | 《软蕉族》         | 前台人员 | 客串   |
| 2020年 | 《星溪的三次奇遇》 | 爱玲     | 女二   |
| 2023年 | 《英雄回家》       | 晶晶     | 女主角 |
| 2025年 | 《学霸》           | 王小凤   | 女主角 |
| 2025年 | 《阿妈有喜》       | 子珊     | 客串   |
| 待上映 | 《蛊降》           | 阿梅     | 客串   |

### 微电影
| 年份   | 微电影名称                      | 角色 | 备注 |
| 2015年 | 《我是你的眼》                  |      | 女主 |
| 2017年 | 《慈善100之捐头发助癌》公益短片 | 爱玲 | 女主 |
| 2019年 | 《这个新年很够味》              |      | 女主 |
| 2019年 | 《像我们一样》                  | 雨璇 | 女主 |
| 2022年 | 《暗战世界杯》                  | 爱静 | 女二 |
| 2023年 | 《水壶上的萤火虫》              |      | 女主 |

### 电视/网络节目露出
| 播放日期                       | 节目名称                     | 集数 | 备注         |
| 2013年                         | 浙江卫视《中国好声音》第二季 |      | 马来西亚代表 |
| 2016年                         | 东方卫视《加油美少女》       |      | 马来西亚代表 |
| 2017年7月7日                   | ASTRO《叫我男神》第二季      | 1    | VIP嘉宾      |
| 2018年4月3日                   | 《综艺大热门》               | 1    | 嘉宾         |
| 2018年4月5日                   | 《娱乐百分百》百分百游戏王   | 1    | 嘉宾         |
| 2019年12月20日 - 2020年1月24日 | 《Produce KOL》              | 6    | 领队         |
| 2021年8月24日 - 2021年9月23日  | 爱奇艺《灵魂摆渡 南阳传说》  | 36   | 小婉         |
| 2021年6月20日                  | 八度空间《好声Family第二季》 | 1    | 飞行嘉宾     |
| 2022年3月5日 - 2022年5月7日    | ASTRO双星《THE X PROJECT》   | 10   | 经纪人       |
| 2022年6月20日                  | 八度空间《好声Family第三季》 | 1    | 明星特辑     |
| 2022年12月11日 - 2023年2月12日 | ASTRO双星《姐就是要酱过年》  | 12   | 杨芊芊       |
| 2023年11月9日                  | 黑皮談話綜藝《1234哈哈哈》   | 1    | 嘉宾         |

## 音乐作品

### 数位单曲
| 专辑 | 专辑资料                                                                                      | 曲目                      |
| 1st  | 《海》 - 發行日期：2015年12月 - 语言：中文 - 备注：电影《再见，我爱你》歌曲                   | 1. 海                     |
| 2nd  | 《你就不要说爱我》 - 发行日期：2016年9月 - 语言：中文 - 备注：首张专辑《#It's My Time》先行曲 | 1. 你就不要说爱我         |
| 3rd  | 《嘿，你好吗？》 - 发行日期：2018年11月 - 语言：中文 - 备注：单曲                             | 1. 嘿，你好吗？           |
| 4th  | 《只想说谢谢你》 - 发行日期：2019年9月 - 语言：中文 - 备注：单曲                              | 1. 只想说谢谢你           |
| 5th  | 《三千三百公里外》 - 发行日期：2019年11月 - 语言：中文 - 备注：单曲                           | 1. 三千三百公里外         |
| 6th  | 《对不起 谢谢你 我爱你》 - 发行日期：2020年12月 - 语言：中文 - 备注：单曲                     | 1. 对不起 谢谢你 我爱你   |
| 7th  | 《这世界总是劝我不要放弃》 - 发行日期：2021年6月 - 语言：中文 - 备注：单曲                    | 1. 这世界总是劝我不要放弃 |
| 8th  | 《愿望》 - 发行日期：2022年5月 - 语言：中文 - 备注：单曲                                      | 1. 愿望                   |
| 9th  | 《腾晖心光》 - 发行日期：2023年7月3日 - 语言：中文 - 备注：微电影《水壶上的萤火虫》主题曲     | 1. 腾晖心光               |

### 专辑
| 专辑 | 专辑资料                                             | 曲目 |
| 1st  | 《#It's My Time》 - 发行日期：2016年9月 - 语言：中文 | 1. 你就不要说爱我 2. It's My Time 3. 我们没有一起单身过 4. 我是你的眼 5. 你 6. 海                                               |
| 2nd  | 《获得》 - 發行日期：2017年12月 - 语言：中文         | 1. 获得 (Gain) 2. 你要快乐 (Be Happier) 3. 卸妆 (Uncover) 4. 疯了 (Deranged) 5. 放空 (Blank) 6. 十种自杀的方法 (10 Ways to End) |

### 创作歌曲
| 发表年份 | 歌曲名称 | 演唱艺人                               | 作曲 | 填词 | 制作 | 其他 |
| 2023年   | 亚洲点亮 | 亚洲小姐（决赛佳丽）& 亚洲先生（八强） |      |      |      |      |

## 发布会/见面会
| 日期           | 举办城市 | 活动                                    |
| 2016年9月27日  | 海南海口 | 亚洲巡回EP发布会                        |
| 2016年10月3日  | 吉隆坡   | 《#It's My Time》音乐专辑马来西亚发布会 |
| 2016年11月19日 | 槟城     | 《#It's My Time》签唱会                 |
| 2017年12月23日 | 臺灣地區 | 黄若熙台湾首场见面会                    |
| 2018年1月3日   | 台北     | 《获得》音乐专辑台湾发布会              |
| 2018年1月22日  | 吉隆坡   | 《获得》音乐专辑马来西亚发布会          |
| 2019年8月24日  | 吉隆坡   | 《只想说谢谢你》新歌发布会+出道三周年庆 |

## 写真杂志
| 期数           | 杂志名称        | 备注   |
| 2016年11月刊   | Almond Magazine | [ 23 ] |
| 2017年第2080期 | 时报周刊        | [ 24 ] |
| 2018年3月刊    | iFeel Magazine  | 封面   |
| 2018年春季号   | 皖美誌          | 封面   |
| 2018年8月刊    | 台湾Bella       | [ 26 ] |

## 演唱会

### 个人音乐会/演唱会
| 日期                                 | 举办城市 | 举办地点               | 演唱曲目 |
| 《It's My Time》                     |          |                        | |
| 2017年1月21日                        | 吉隆坡   | Old Klang Road EZ9     | 1.关键词 2.以后别做朋友+你好不好+告白气球 3.我们没有一起单身过 4.我是你的眼 5.一个像夏天一个像秋天 6.亲人 7.最冷的一天+好久不见 8.年轮说 9.你就不要说爱我 10.给我一个理由忘记 11.眼色 12.如果没有你 13.请勿客气 14.It's My Time 15.新年组曲 |
| 《获得》音乐分享会                   |          |                        | |
| 2018年3月28日                        | 台北     | 台北三创Clapper Studio | 1.你要快乐 2.你就不要说爱我 3.说散就散 4.薛之谦串烧曲 5.你是我的唯一 6.家后 7.我多喜欢你，你会知道 ft.许书豪 8.十种自杀的方法 ft.黄明志 9.漂向北方 ft.黄明志 10.获得 11.疯了 |
| 《没关系，我是黄若熙》线上迷你演唱会 |          |                        | |
| 2020年6月28日                        | 吉隆坡   | YIPPI全球独家线上直播  | 1. 世界那么大还是遇见你 2.少年 + 淋雨一直走、勇气 + 你那么爱他 3.（王菲组曲）天空 + 传奇 + 梦中人 + 红豆 + 人间 + 百年孤寂 4.嘿，你好吗 5.像我这样的人 6.（旧曲 组曲）甜蜜蜜 + 月亮代表我的心 + 一剪梅 7.三千三百公里外 8.想爱这个世界啊（八语版） 9.逆光 + 太阳 + 野子 10.只想说谢谢你 11.让我留在你身边 + 无名之辈 12.曾经我也想过一了百了 13.当 14.三天三夜 |

### 其它表演
| 年份   | 活动名称                                | 备注                  |
| 2013年 | 饥饿30自办营                            | 表演嘉宾              |
| 2014年 | Pline Music Festival跨年演唱会          | 开场嘉宾              |
| 2015年 | 饥饿30自办营                            | 表演嘉宾              |
| 2015年 | FS Sit Back & Relax Live Showcase       | 特别嘉宾              |
| 2016年 | 古巨基大马演唱会                        | 开场嘉宾              |
| 2016年 | Neway K-Award                           | 开场嘉宾              |
| 2016年 | 亚洲巡回EP发布会-海南站                 | 演出人员              |
| 2017年 | Neway K-Award                           | 开场嘉宾              |
| 2017年 | NUYOU杂志 TRENDSETTER PARTY             | 表演嘉宾              |
| 2017年 | 十大义演巡回演唱会                      | 演出人员              |
| 2017年 | HOPE 一希一医 心跳永续 慈善迷你演唱会   | 演出人员              |
| 2017年 | Eric周兴哲 <This is Love>演唱会-大马站  | 开场嘉宾              |
| 2017年 | KPOP Sensation                          | 开场嘉宾              |
| 2017年 | KPOP Music Wave                         | 开场嘉宾              |
| 2017年 | 宜兰熊赞跨年演唱会                      | 表演嘉宾              |
| 2018年 | 中国新歌声2018大马站决赛                | 明星队嘉宾            |
| 2018年 | 饥饿30自办营                            | 表演嘉宾              |
| 2018年 | Mad August "On The Rock" Live Concert   | 表演嘉宾              |
| 2018年 | HOPE 约定的十光 慈善晚宴                | 表演嘉宾              |
| 2019年 | 十大义演巡回演唱会                      | 演出人员              |
| 2019年 | HOPE慈善晚宴                            | 表演嘉宾              |
| 2019年 | 香港亚洲博览馆展览会                    | 表演嘉宾              |
| 2019年 | Lion's Club Anniversary                 | 表演嘉宾              |
| 2020年 | 【音你强大】慈善演唱会                  | 演出人员              |
| 2021年 | 【携手同心 艺起同行】线上马拉松公益Show | 演出人员              |
| 2021年 | 【音福有爱】慈善演唱会                  | 演出人员              |
| 2021年 | MAE美丽音乐节                           | 演出人员              |
| 2022年 | 马来西亚世界宣明会饥饿30                | 演出人员              |
| 2022年 | MINA新品发布会                          | 表演嘉宾              |
| 2022年 | RIWAY                                   | 表演嘉宾              |
| 2022年 | 黄得伟《不再犹豫》流行交响乐演唱会      | 表演嘉宾              |
| 2022年 | R&F Mall圣诞庆活动                      | 表演嘉宾              |
| 2023年 | 十大义演巡回演唱会                      | 演出人员              |
| 2023年 | Music Fiesta Tar UMT                    | 表演嘉宾              |
| 2023年 | 灿哥 笑King唱 新春爱心晚宴搞笑大Party   | 演唱会嘉宾            |
| 2023年 | 【有爱就有希望】儿童助学献爱心慈善晚宴  | 演出人员              |
| 2023年 | PRIFE周年庆                             | 表演嘉宾              |
| 2023年 | 亚洲小姐2023 新马赛区                   | 主持人 & 指定合作艺人 |
| 2024年 | 【有爱就有希望】儿童助学献爱心慈善晚宴  | 演出人员              |